# ويستستون (تشيشير)
ويستستون (بالإنجليزية: Wistaston)‏ هي قرية وأبرشية مدنية تقع في المملكة المتحدة في إنجلترا. يقدر عدد سكانها بـ 8,423 نسمة .